# Campeonato Europeo de Judo de 1960
El VIII Campeonato Europeo de Judo se celebró en Ámsterdam (Países Bajos) entre el 13 y el 15 de mayo de 1960 bajo la organización de la Unión Europea de Judo (EJU) y la Federación Neerlandesa de Judo.

## Medallistas

### Masculino
| Evento            | Oro                           | Plata                        | Bronce                           |
| ----------------- | ----------------------------- | ---------------------------- | -------------------------------- |
| –68 kg            | Matthias Schießleder RFA      | Johann Goor RFA              | Coos Bonte · Países Bajos        |
| –80 kg            | Heinrich Metzler RFA          | Hein Essink · Países Bajos   | Henny van Tergouw · Países Bajos |
| +80 kg            | Anton Geesink · Países Bajos  | Nicola Tempesta · Italia     | Jindřich Kadera Checoslovaquia   |
| Categoría abierta | Anton Geesink · Países Bajos  | Nicola Tempesta · Italia     | Stojan Stojaković Yugoslavia     |
| 1.er dan          | Michel Franceschi Francia     | Jacques Le Berre Francia     | Iwijne Perdaens · Bélgica        |
| 2º dan            | Jean-Pierre Dessailly Francia | Alphonse Lemoine Francia     | Horst Hein RFA                   |
| 3.er dan          | Theodor Guldemont · Bélgica   | Nicola Tempesta · Italia     | Gerhard Alpers RFA               |
| 4º dan            | Daniel Outelet · Bélgica      | Tony Wagenaar · Países Bajos | Hein Essink · Países Bajos       |

## Medallero
| Núm. | País           | Oro | Plata | Bronce | Total |
| ---- | -------------- | --- | ----- | ------ | ----- |
| 1    | Países Bajos   | 2   | 2     | 3      | 7     |
| 2    | Francia        | 2   | 2     | 0      | 4     |
| 3    | RFA            | 2   | 1     | 2      | 5     |
| 4    | Bélgica        | 2   | 0     | 1      | 3     |
| 5    | Italia         | 0   | 3     | 0      | 3     |
| 6    | Checoslovaquia | 0   | 0     | 1      | 1     |
| 6    | Yugoslavia     | 0   | 0     | 1      | 1     |
|      | TOTAL          | 8   | 8     | 8      | 24    |